# Micki King

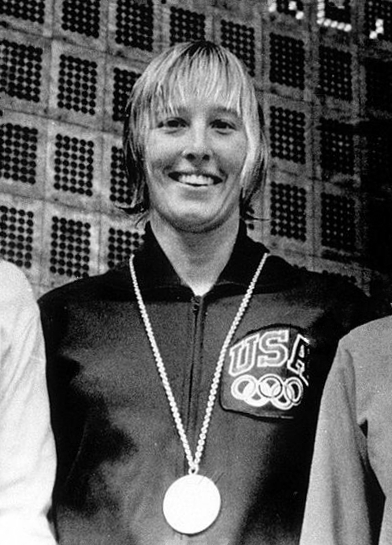
Micki King (1972)

Micki King (* 26. Juli 1944 in Pontiac, Michigan) ist eine ehemalige US-amerikanische Wasserspringerin. Sie nahm an zwei Olympischen Spielen teil und gewann dabei einmal eine Goldmedaille.

## Karriere
Micki King war Captain bei der US Air Force. Sie nahm an den Olympischen Sommerspielen 1968 in Mexiko-Stadt teil. Sie lag auf Platz drei im Wettbewerb vom Drei-Meter-Brett, als sie bei einem anderthalbfachen Auerbachsalto an das Brett schlug und sich den Unterarm brach. Sie sprang den Wettbewerb zu Ende, fiel jedoch auf den vierten Platz zurück. Vier Jahre später nahm King an den Olympischen Sommerspielen 1972 in München teil. Dort bestritt sie einen spektakulären Wettkampf vom Drei-Meter-Brett. Sie verbesserte sich mit den drei letzten Sprüngen vom dritten auf den ersten Rang und gewann somit die Goldmedaille vor Ulrika Knape und Marina Janicke. Dabei erhielt sie mit 56,25 Punkten für den Auerbachsalto mit anderthalbfacher Schraube die höchste Wertung im Wettbewerb. Vom Sprungturm erreichte sie in München lediglich den fünften Platz.
King gewann acht Titel der Amateur Athletic Union. Zudem gewann sie zwei Meisterschaften der AAU mit der Wasserball-Mannschaft von Ann Arbor. Nach den Olympischen Spielen von München trat Micki King vom aktiven Sport zurück und trainierte an der US Air Force Academy.